# چشمه کارستی

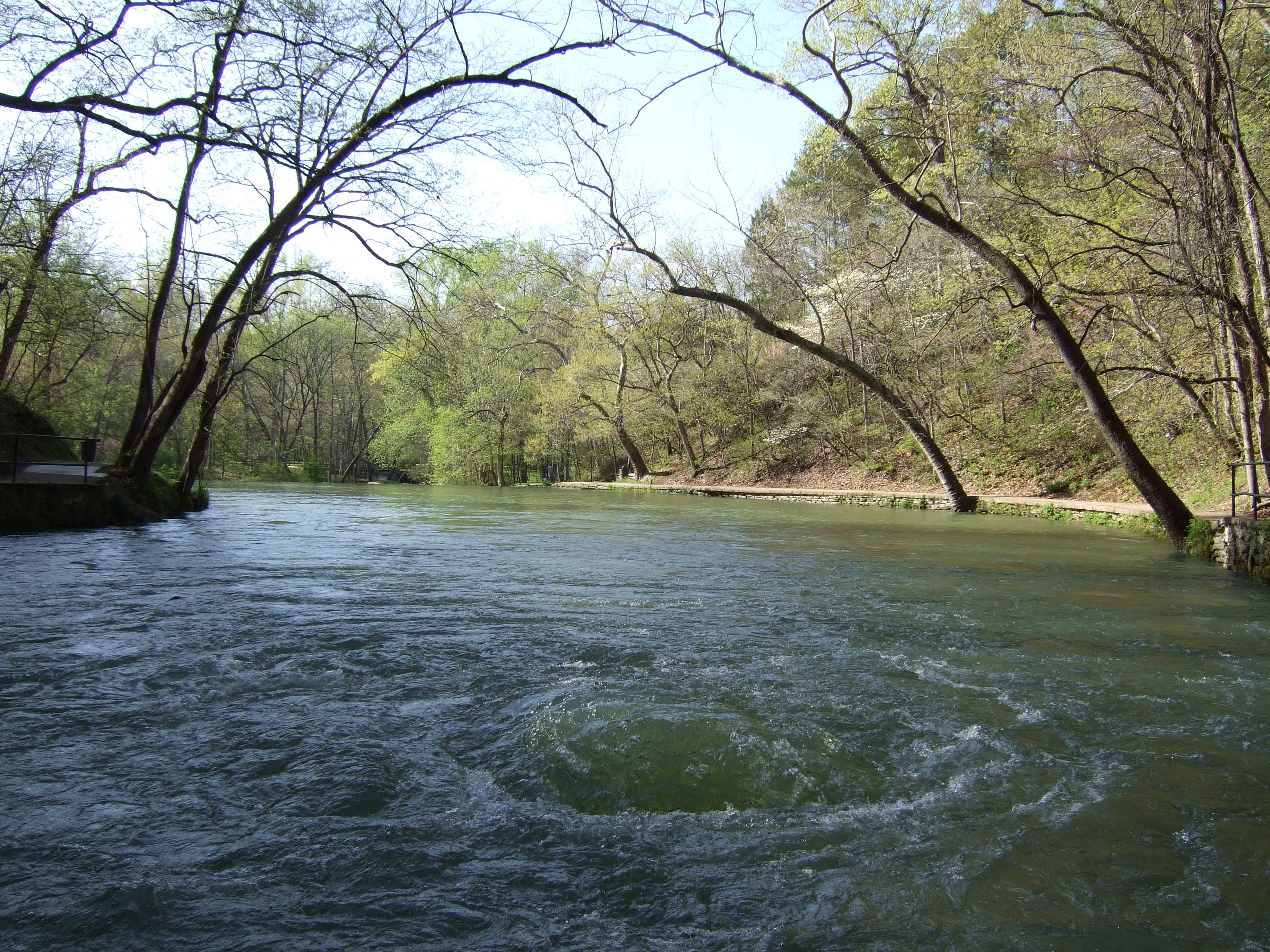
Maramec Spring in رشته‌کوه اوزارک، Missouri

چشمه کارستی (انگلیسی: Karst spring) به چشمه ای گفته می‌شود که حاصل فرایند یک سیستم کارستی باشد. آب چشمه کارستی حاصل نفوذ آب مخازن بزرگتر زیرزمینی در یک مخزن کوچکتر و خروج آن از چشمه است.